# トゥルシー・ギャバード
トゥルシー・ギャバード（Tulsi Gabbard、発音記号: /ˈtʌlsi ˈɡæbərd/、1981年4月12日 - ）は、アメリカ合衆国の軍人、政治家。国家情報長官（第8代）。
ハワイ州下院議員（1期）、ホノルル市議会議員（1期）、下院議員（4期）、民主党全国委員会副委員長などを歴任した。米国議会初のサモア系アメリカ人議員であり、同時に米国議会初のヒンドゥー教徒でもあった。
元は民主党員だったが、2024年に共和党に入党した。ギャバードは2002年から2004年までハワイで最年少の州議会議員であった。
ギャバードは2003年にハワイ陸軍州兵に入隊し、2004年から2005年までイラクに派遣され、医療部隊の専門家として勤務し、戦闘医療バッジを授与された。2007年、ギャバードはアラバマ陸軍士官学校で将校訓練プログラムを修了し、2008年に陸軍憲兵将校としてクウェートに派遣された。2015年、ギャバードは下院議員を務めながらハワイ陸軍州兵の少佐に昇進した。2020年に米陸軍予備役に転属し、2021年に中佐に昇進した。
2012年、ギャバードはハワイの第2選挙区から米国下院議員に選出され、米国議会初のサモア系アメリカ人、ヒンズー教徒の議員となった。下院議員在任中、下院軍事委員会（HASC）の委員を務め、退役軍人問題に関連するいくつかの法案を提出した。ギャバードは下院外交委員会の委員も務めた。彼女はイスラム過激派を打倒するための軍事作戦を支持したが、シリア内戦へのアメリカの介入には反対した。4期目には軍の諜報活動とテロ対策を監督するHASC情報小委員会の委員を務めた。
ギャバードは、2020年の大統領選で反介入主義とポピュリズム的な綱領を掲げて選挙戦を開始したが、2020年3月に撤退し、ジョー・バイデンを支持した。それ以前には、2013年から2016年まで民主党全国委員会（DNC）の副委員長も務めていたが、2016年の民主党大統領候補指名でバーニー・サンダースを支持するために辞任している。2021年に議会を去った後、ギャバードは妊娠中絶、外交政策、国境警備、トランスジェンダーの権利などの問題に対して、かつての民主党の同僚とは大きく異なる立場をとり、2022年に党を離れた。
2024年、ギャバードは大統領選挙でドナルド・トランプを支持し、同年後半に共和党に入党した。トランプがギャバードをDNIに指名した後、アサド大統領時代のシリア、ロシアのウクライナ侵攻に関する過去の発言や行動が物議を醸したが、退役軍人や共和党員の多くはギャバードの兵役と議会での実績を重視し、その過去を擁護した。2025年2月、DNIの人事は上院で承認され、ギャバードは米国史上最高位の太平洋諸島系アメリカ人政府高官となった。

## 経歴

### 生い立ち
ギャバードは1981年4月12日、アメリカ領サモアのレロアロア(Leloaloa)に父マイク・ギャバード、母キャロル・ギャバードの娘、5人兄弟の4人目として生まれる。一家はギャバードが2歳のときハワイへと移住。父マイクは保守的なカトリック教徒だが、ヒンドゥー教徒の母キャロルの影響を受け、幼少期からヒンドゥー教徒である。
ギャバードはフィリピンへ留学をした2年間を除き、高校までホームスクールでの教育を受けており、2009年にハワイ・パシフィック大学（経営学）を卒業している。
2002年には弱冠21歳でハワイ州議会下院議員に当選、当時全米で最年少の州議会議員として就任。2004年にはハワイ陸軍州兵の一員としてイラクの戦闘地域に出征、帰国後の2006年からダニエル・Ｋ・アカカ上院議員のスタッフとして勤務し、2008年からクウェートに志願派兵されている。
中東からの帰還後、2011年にホノルル市議会議員として選出され、翌2012年メイジー・ヒロノの上院鞍替えに伴い、空席となったハワイ2区よりアメリカ議会下院選挙に挑戦し当選した。

### 政治活動

#### ハワイ州議会　下院議員　(2002年-2004年)
ギャバードはハワイ州史上最年少かつ、全米でも史上最年少の女性州議会議員として2002年に当選。
任期中、クリーンエネルギーの推進を主たる政策として掲げ、再生可能エネルギーの推進などに努めた。

#### ホノルル市議会議員　(2011年-2012年)

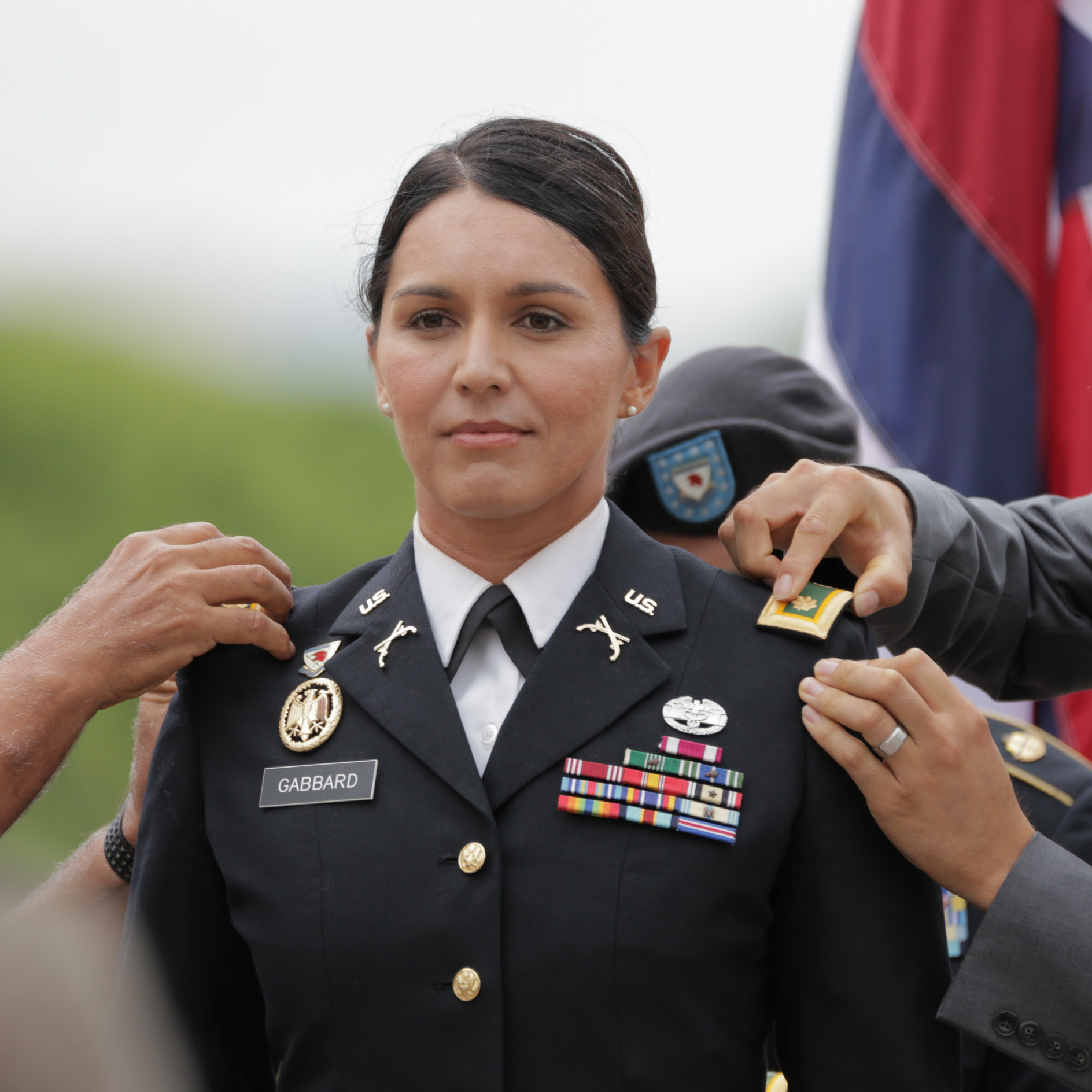
陸軍少佐昇任式にて(現在も予備役軍人である)

2009年、中東への志願派兵から帰還後、ホノルル市長選に出馬したRod Tamの選挙区（第6区）から出馬を宣言し当選。その後米国下院議員選挙準備のため2012年8月に辞職している。

#### アメリカ合衆国下院議員(2013年-2020年)
2011年初旬、当時ハワイ第2区選出の下院議員であったメイジー・ヒロノが上院への鞍替えを表明したことを受け、ギャバードは同年5月に出馬を表明した。9月には民主党公認の候補としてノース・カロライナ州のシャーロットで開催された民主党全国大会に参加しスピーチを行う。11月の選挙では共和党候補者に大差をつけ(得票率81％)当選した。
2018年秋の中間選挙で15万票(77%)を獲得し圧勝、4期目の議席を獲得。
2020年選挙へは出馬せず下院議員を降りた。

##### 所属委員会・コーカス等[8]
- 下院軍事委員会
- 下院外交委員会
  - アジア・太平洋地域小委員会
  - 中東・北アフリカ地域小委員会
- 米日議員コーカス
- 下院退役軍人コーカス
- 米国議会インド及びインド系アメリカ人コーカス(副代表)
- 米国議会LGBTコーカス
- 米国議会ミサイル防衛コーカス　等

##### 2016年大統領選挙

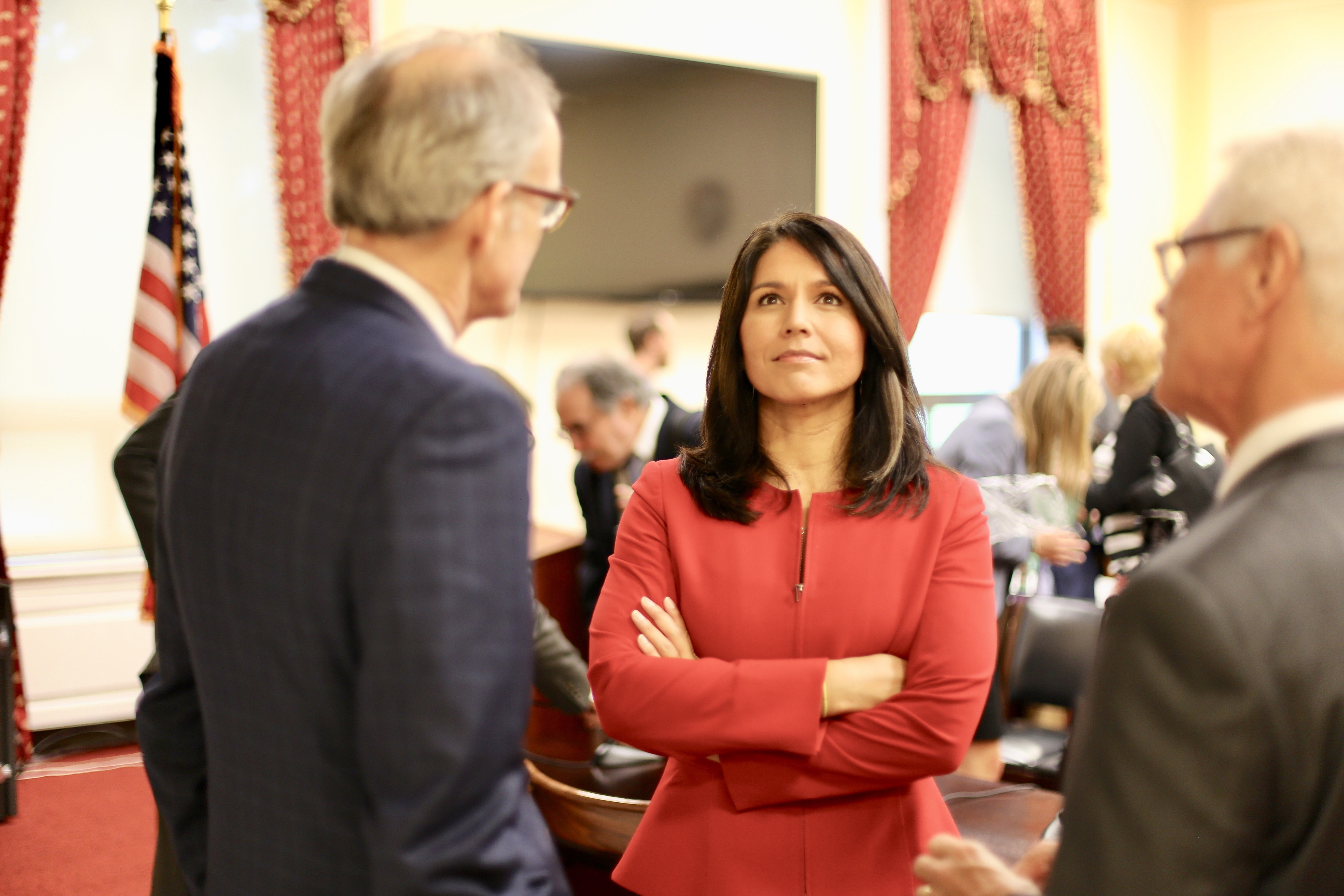

2016年の大統領選挙では民主党全国委員会の副議長を辞し、バーニー・サンダースの支持を表明。
2016年11月21日、ギャバードは民主党員としては2人目として就任前のドナルド・トランプおよび政権移行チームメンバーとトランプタワーで面会した。ギャバードはこの面会を「建設的で前向きな会合であった」と語り、トランプが共和党のネオコンによって強行的なシリア政策を取る前に自らトランプにブリーフするために面会要求を受け入れたと話した。第1次トランプ政権で首席戦略官兼上級顧問を務めたスティーブン・バノンはギャバードの政治手腕を高く買っており、彼女のファンであることを公言。全ての政策に関して彼女と仕事がしたいと語ったこともある。

##### シリアへの渡航
2017年1月ギャバードはシリアのバシャール・アサド大統領と面会。ギャバードはこの渡航が下院倫理委員会の許可を得た上で実施され、AACCESS(Arab American Community Center for Economic and Social Services)によって資金が提供されたと発表。この視察にはAACCESSの会長の他1名も同行しており、同行者両名がシリア社会民族党のメンバーであることが解っているが、同会長はシリア社会民族党とAACCESSは関係のない別団体であると説明。
ギャバードはアサド大統領との面会やアサド政権シンパとされるシリア社会民族党のメンバーと視察を実施すること、また関係団体からの資金提供を受けている事を事前に下院倫理委員会に報告していなかったとして批判され、後に旅費を同団体に返還している。　
また出張後に下院倫理委員会への必要な報告がなされておらず、視察後の2017年2月7日には一部メディアより規則違反があったと報道されたが、ギャバード事務所は期限内に報告をしているとしている。また、必要な書類に加え日程表などを含む別途添付資料が2月8日に提出されたとしている。

#### 2020年大統領選挙およびその後

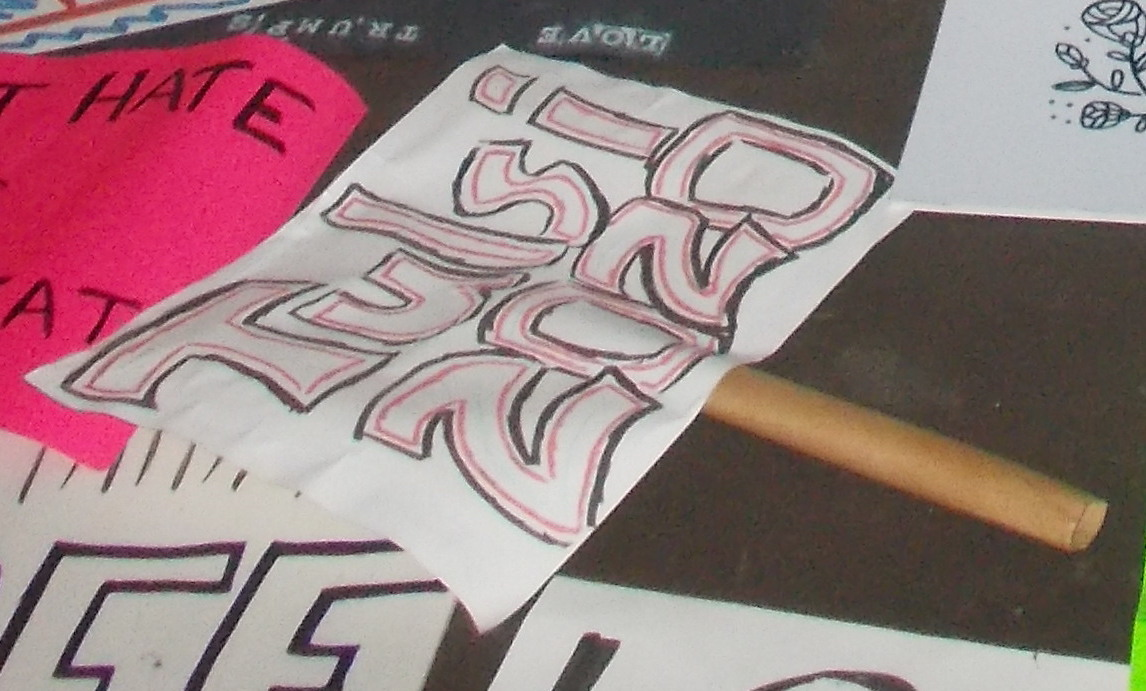
ギャバードの2020年大統領選出馬を求めるプラカード(2017年ウィメンズマーチ)

ワシントン・ポスト紙等複数メディアが2020年大統領選挙の有力女性候補11名の1人としてギャバードを紹介した。
2020年大統領選挙の民主党予備選挙には指名争いに加わったものの、2020年3月19日に撤退を表明し、ジョー・バイデン前副大統領への支持を表明した。2022年10月11日に民主党から離党し、その2年後、2024年大統領選挙を目前に控えた2024年10月22日には共和党に入党することを発表した。

#### 国家情報長官
2024年11月13日、ドナルド・トランプ次期大統領より翌2025年1月に発足する第2次政権における国家情報長官に指名された。経験不足が懸念され資質を問う声もあったが2025年2月12日の上院における人事案採決で共和党の反対者はミッチ・マコーネル一人にとどまり、賛成52票、反対48票で承認され、同日中に就任宣誓を行った。
2025年6月10日までに秘密裏に広島市を訪問したことを発表。広島平和記念資料館で物思いにふける自身の姿などの動画を投稿し、戦争屋達が世界を核戦争の瀬戸際に追い込んでいると警告を発した。

## 主張・政策
ギャバードは、自らの立場を対テロ戦争においては「タカ派」であるものの、他国のレジーム・チェンジを目的とする軍事介入に関しては否定的な「ハト派」であると述べている
。一貫してアメリカはアルカイダやISILなどイスラム過激派やイスラム主義運動への対処に専念すべきと主張している。
ギャバードは、ネオコンと軍産複合体に支配されたメディアが他国のレジーム・チェンジを目的に好戦的な世論を形成し、新冷戦と核の軍拡競争を招いてきたと批判している。

### 中東
2015年、ギャバードはエジプトで軍事政権を敷くアブドルファッターフ・アッ＝シーシー大統領との会談後、「イスラム主義イデオロギー」に対する戦争で「偉大な勇気とリーダーシップ」を示したとしてシーシーを称賛する声明を発表した。ジャーナリストのエヴァン・ヒルは、ギャバードの外交的な立場を「対テロリズムや反介入主義を装った権威主義とナショナリズム」、そしてイスラムフォビアを公然と支持することに根ざしていると評した。
2023年10月7日のハマスによるイスラエル攻撃の後、ギャバードはイスラエルを強く支持し、ハマスをイスラム主義テロ組織と呼んで非難した 。2023年11月、ワシントンD.C.で行われた「イスラエルのための行進」に参加した。また、米国の親パレスチナ派の抗議活動を「過激なイスラム主義組織の操り人形」と呼び、ギャバードはハマスを軍事的にもイデオロギー的にも打ち負かすべき脅威としてガザでの停戦に反対している。

### 対印関係
ヒンドゥー教徒であることからインドとの関係強化を重要視しており、過去に何度もナレンドラ・モディ首相の功績を評価する発言をしている。

### 対ロ関係
2022年ロシアのウクライナ侵攻を受けて、侵攻はロシア政府の責任によるものではないと主張。ウクライナの北大西洋条約機構加盟の動きを巡って「ロシアが抱いた安全保障上の懸念」をバイデン政権が見誤ったことが原因だとして政権を非難した。

### 対中関係
2020年大統領選の選挙戦で、トランプ政権の中華人民共和国への強硬姿勢を批判し、気候変動など地球規模の課題で協力する対中関係を提案した。また、米中貿易戦争に反対し、トランプ大統領のアプローチは製造業者と農家の双方に「破壊的で壊滅的な影響」を招いていると述べ、最終的に中国との「熱戦」に繋がる可能性があるとして懸念を表明した。

### 対日関係
2023年12月7日に旧日本軍による真珠湾攻撃に関するXへの投稿において、「日本による太平洋侵略を思い起こすと、現在の日本の再軍備は本当にいい考えなのか」と疑問を呈した上で、「日本とアメリカが再度戦わないように注意しなければならない」と述べており、日本の再軍備化に否定的な見解を示している。
2025年1月30日に上院で行われた国家情報長官指名承認の公聴会でも「日本と中国の歴史を巡る見地に立てば、日本が自衛態勢から攻撃的な態勢に移ることでエスカレートする可能性がある」と日本への警戒感を改めて示した。

### 環太平洋パートナーシップ協定(TPP)
ギャバードはTPPに強く反対する立場を明確にしており、デラウロ下院議員と共に反対運動を主催。TPPの交渉が秘密裏に行われていることや、この協定がウォールストリートや多国籍企業などの一部国民に利益をもたらすものであり地道に働くアメリカ国民がないがしろにされていると批判した。また、TPPの環境問題への配慮が十分でなく、地球温暖化や環境汚染にもつながるとの見解を示し、自らの政治生命をかけてTPPに反対すると表明した。

### トランスジェンダーの権利
2020年、ギャバードと共和党のマークウェイン・マリン下院議員は、女性差別からの法的な保護を、個々人の生物学的性別に基づいて定義することを求める「女性スポーツ保護法」と題する法案を提出した 。法案を提出した後、アクティビストやLGBTQ団体から、「ギャバードは『アライ』としての信頼を失った」との非難を受けている。
2022年、ギャバードはフロリダ州の「教育における親の権利法」を支持した。この法案はフロリダ州内の公立校において、幼稚園から3年生まで、あるいはすべての学年で、州基準に反する方法による性的指向や性自認についての「教室内での議論」や「教室内での指導」を禁止するものである。彼女はこの法案が「政府と公立校が教室に縛り付けられた生徒たちに、『Woke』に染まった性的価値観を教えることを禁止する」ものだと述べた。彼女はまた、法案はすべての学年に適用されるべきだと提案した。

### 核廃絶
2025年6月10日、ギャバードは自身のXの投稿において広島・長崎を訪れたことを明らかにし、現在の核兵器の威力は広島や長崎に落とされた原子爆弾とは比較にならないほど強力だとし、核廃絶の必要性を訴えた。